# Стичкін Євген Олексійович
Євгеній Олексійович Стичкін (нар.. 10 червня 1974, Москва, СРСР) — російський актор і режисер театру, кіно і дубляжу, телеведучий. 

Потрапив до бази волонтерського центру «Миротворець» за незаконний перетин державного кордону України та незаконну гастрольну діяльність на території анексованого Росією Криму. За даними волонтерів центру, 20 і 21 січня 2017 року актор був із гастролями на півострові.

## Біографія
Євгеній Стичкін народився 10 червня 1974 року в Москві. Закінчив англійську спецшколу № 30 (№ 1276). Навчався у Всеросійському державному інституті кінематографії (ВДІКу) на курсі Армена Джигарханяна та Альберта Філозова. У 1994 році Євгеній Стичкін став артистом театру клоунади Терези Дуровой.
З 1995 року — актор Театру Луни. Грав у спектаклях «Пропозиція» («Школа сучасної п'єси», реж. Й. Райхельгауз), «Страх і відчай Третього Рейху» (Театр «Вишневий сад», реж. А. Вилькин), «Машенька» (Театральна компанія Сергія Виноградова, реж. С. Виноградов), «Чарлі Ча» (Театр Місяця, реж, С. Проханов, премія «Чайка» в номінації «Прорив-2000» за головну роль), «Фауст» (Театр Місяця, реж. Ф. Гойфман) та інших.
На даний момент співпрацює з театральною компанією С. Виноградова, Театром імені Моссовєта, Театром «Школа сучасної п'єси», театром імені Євг. Вахтангова.

## Родина
- Дід — геофізик-сейсморазведчик, Лев Олександрович Рябінкін.
- Батько — перекладач-синхроніст Олексій Стичкін. Мати — колишня солістка Великого театру Ксенія Рябінкіна. Тітка — балерина Олена Рябінкіна.
- Хрещеним був актор Анатолій Ромашин.
- Був[2] одружений з піаністкою Катериною Сканаві; батько чотирьох дітей (сини — Олексій, Лев), донька Олександра, позашлюбна донька — Соня (1995). Теща — кінокритик Ніна Зархі.
- Нинішня дружина — акторка Ольга Сутулова.

## Творчість

### Ролі в театрі

#### Московський театр «Школа сучасної п'єси»
- 1995 — Іван Васильович Ломов — «А чой-то ти у фраку?», мюзикл Д. Сухарева, C. Нікітіна за п'єсою «Пропозиція» А. П. Чехова. Реж. В. Райхельгауз[3]

#### Московський театральний центр «Вишневий сад»
- 1995 — Гітлер — «Страх і відчай Третього Рейху», за п'єсою Б.Брехта. Реж. А. Вількин

#### Театр Луни
- 1996 — «Фанта-Інфанта», за п'єсою С.Проханова. Режисер: Сергій Проханов — Блекстар[4]
- 1998 — «Таїс Сяюча», за п'єсою Сергія Проханова. Режисер: Сергій Проханов — Мелий
- 2000 — «Чарлі Ча», за п'єсою Сергія Проханова. Режисер: Сергій Проханов — Чаплін / премія «Чайка»
- 2000 — «Фауст» Ст. Койфмана, Т.Ліна. Режисер: Володимир Койфман[5]

#### Театр естради
- 2003 — «Гумовий принц» за романом «Фалоімітатор» Олега Богаева. Режисер: Ніна Чусова

#### Театральна компанія Сергія Виноградова
- 2003 — «Машенька» Володимира Набокова. Режисер: Сергій Виноградов — Ганін

#### Театр імені Моссовєта
- 2003 — «Король Лір» Вільяма Шекспіра. Режисер: Павло Хомський — Блазень[6]

#### Державний академічний театр ім. Є. Вахтангова
- 2005 — «Дон Жуан і Сганарель» Мольєра. Режисер: Володимир Мірзоєв — Сганарель[7][8]

#### Комічний театр " Квартет І
- 2005 — «Прояви любові» Ксенії Драгунської. Режисер: Ольга Суботіна — Льоша[9]

#### Інший театр
- 2010 — «Ближче» за мотивами п'єси Патріка Марбері. Режисер: Володимир Агєєв[10]
- «Розенкранц і Гільденстерн мертві» за п'єсою Тома Стоппарда
- «Прояви любові» за п'єсою Ксенії Драгунської за участю Ольги Субботіної

#### Театральна компанія «Вільна сцена»
- «Старший син» — Сільва, за п'єсою Олександра Вампілова, режисер Павло Сафонов.

#### Преса
- Критик Аліса Нікольська, «Культура», 2000:

«Роль великого „Ча“ дісталася Євгенію Стичкіну. І ця робота, напевно, найсерйозніше з того, що на сьогоднішній день зіграно молодим актором. Стичкін не прагне створити образ реального Чапліна — він придумує свого власного. Навіть портретний грим тут — якийсь розпізнавальний знак, а не спроба достовірного вигляду Чарлі. Чаплін Стичкіна молодий, гарячий, непосидючий, привабливий і разом з тим трагічне. Він поспішає жити, немов знаючи, що смерть дихає йому в потилицю, і намагається випробувати й пізнати якомога більше. Але життя виявляється хитріший, і радості Чарлі все частіше перетворюються в сумі, загальне захоплення його талантом обертається насмішкою, а на перший план виходить його нескінченна самотність. Стара, як світ, істина „Ти потрібен усім, поки ти благополучний“ стає свого роду вироком для геніальної людини, що втратив ґрунт під ногами. Стычкину вдалося відчути акторську специфіку німого кіно: він майстерно передає переживання свого Чарлі лише очима, жестом, позою. Дивлячись на пантомимические епізоди у виставі (а їх досить багато, і вони часом навіть яскравіше й виразніше розмовних), думаєш: цього артиста — хоч зараз в німе кіно».

### Ролі в кіно і телесеріалах
1. 1993 —  Бджілка —  Андрій «Малюк»
2. 1993 —  Трам-тарарам, або Бухти-барахти —  Санька
3. 1994 —  Хагі-Траггер —  Костик
4. 1995 — Російський проект —  студент з щуром («Ставте перед собою реальні цілі»)
5. 1997 —  Графиня де Монсоро —  Орвиль
6. 1997 — Любити по-російськи-2 —  слідчий, що допитує Курлигіна
7. 1998 — Ретро втрьох —  помічник Кістки по установці  антен
8. 1998 —  День повного місяця —  Олександр Сергійович Пушкін
9. 2001 —  Самозванці —  Митя Панін
10. 2001 —  Оголена натура —  Арнольд
11. 2002 — Апрель —  Петро Апрель
12. 2002 —  Шлюб з розрахунку
13. 2002 —  Неможливі зелені очі —  Олександр Литвинов
14. 2003 — А вранці вони прокинулися —  очкарик
15. 2003 —  Ангел на дорогах —  Юра Збруєв
16. 2003 —  Антикілер 2: Антитерор —  боєць спецназу
17. 2003 —  Шукаю наречену без приданого —  Володя, лікар-терапевт; сусід Віри
18. 2004 —  Даже не думай 2: Тінь незалежності —  Плакса Раймік
19. 2004 —  Слова і музика —  молодий рок-співак, один Жені
20. 2004 —  Холостяки —  Толя Тетерін
21. 2004 — Мідна бабуся —  Лев Пушкін
22. 2005 —  Грецькі канікули —  Павло
23. 2005 — Від 180 і вище —  Костик
24. 2005 — Паризьке кохання Кості Гуманкова —  Друг Народів
25. 2005 —  Випадковий погляд
26. 2005 —  Щастя ти моє —   Микола II
27. 2006 —  Біси —  Верховинський
28. 2006 —  День грошей —  Парфен
29. 2006 —  У колі першому —  Прянчіков
30. 2006 —  Золоте теля —  Полихаєв
31. 2006 — Бункер, або вчені під землею —  Логов
32. 2006 —  Флеш.ка —  Ігор
33. 2006 —  Пушкін. Остання дуель —   Михайло Лермонтов
34. 2006 —  Король Лір —  блазень
35. 2007 —  Любовь-морковь —  Карло
36. 2007 —  Ленінград —  Капіца
37. 2007 — Нічні сестри —  Татарин
38. 2007 —  Один в Новорічну ніч —  Шурик
39. 2007 —  День виборів —  співак з квартету «Стоматологи»
40. 2008 — Панове офіцери: Врятувати імператора —  Владислав Красовський, ватажок банди
41. 2008 — Найкращий вечір —  Олег Петрович Кошкін
42. 2008 —  Таємничий острів —  Максим
43. 2009 —  Кішечка (новела «Кішечка або від Автора») —  письменник Павлик
44. 2009 —  Палата № 6 —  Хоботов
45. 2009 —  Випадковий запис —  журналіст Ігор Михайлович Нікітін
46. 2009 —  Ясновидюща —  Гнат
47. 2009 —  Не треба засмучуватися —  Женя Тюха
48. 2010 — Стомлені Сонцем 2: Передстояння —  старлей-сапер
49. 2010 — Про любоff —  Костя
50. 2011 — СОС любов! Контракт на мільйон доларів /  S.O.S Love! The Million Dollar Contract  —  Максим
51. 2011 —  Щасливі разом —  доктор Андрій Миколайович
52. 2012 —  Біла гвардія —  підпоручик Федір Степанов (Карась)
53. 2012 — Бог любить чорну ікру —  Іван
54. 2012 —  Самогубці —  Анатолій
55. 2012 — Поєдинки —  Володимир Борисович Барковський
56. 2012 — Пірати Егейського моря —  Іван, слуга Варкавіса
57. 2012 — Золото Глорії —  Андрій
58. 2012 — Вісімдесяті —  Андрій Андрійович Никифоров, співробітник КДБ
59. 2012 —  Соловей-розбійник —  Олександр Костянтинович Володарський («Дебет»)
60. 2013 —  Діалоги
61. 2013 — Сарана —  Пацифік
62. 2013 — Паралельні світи —  Леха
63. 2014 — Чорнобиль: Зона відчуження — Сергій Костенко, капітан КДБ СРСР
64. 2014 — Пітер-Москва (міні-серіал) Пітер-Москва —  Дмитро Новодворцев
65. 2015 — Фарца —  Максим Олексійович понтона (Понт), кримінальний авторитет
66. 2015 —  Зради —  Юра, чоловік Даші, бізнесмен
67. 2015 —  Зворотній бік Місяця 2 —  Альберт Петрович, олігарх з телефільму
68. 2016 — Максимальний удар —  Андрій Дуров
69. 2016 —  П'ятниця —  Ілля
70. 2016 — Полювання на диявола —  Гліб Іванович Бокій
71. 2016 —  Скарб —  Вареник, клоун
72. 2016 — Гра. Реванш —  Сергій Андрійович Грачов, кримінальний бізнесмен, нафтовик
73. 2017 — Гоголь. Початок —  Олександр Христофорович Бінх
74. 2017 —  Ходіння по муках —   Нестор Махно, отаман
75. 2017 — Троцький —   Володимир Ілліч Ленін
76. 2017 —  Чорнобиль. Зона відчуження 2 —  Сергій Костенко, співробітник КДБ СРСР / ФСБ РФ.
77. 2017 — Халупа боржника —  Віктор Темників
78. 2017 —  Рок —  Костянтин
79. 2018 —  За гранню реальності —  Тоні
80. 2018 — Прокляття сплячих —  Павло Юрійович Воронов, бізнесмен і колекціонер
81. 2018 — Гоголь. Вій —  Олександр Христофорович Бінх
82. 2018 — Клубаре
83. 2018 — Алібі —  Петро Решетніков
84. 2018 — Гоголь. Страшна Помста —  Олександр Христофорович Бінх
85. 2018 — На Париж —  Стержньов
86. 2019 — Гоголь —  Олександр Христофорович Бінх

### Озвучування
- 2006 — Переможець — бейсбольний м'яч Скрю
- 2006 — Російська версія фільму П.Грінуея «Валізи Тульса Люпера» — Тульс Люпер
- 2007 — Нові пригоди Попелюшки — Рик
- 2007 — Ноїв ковчег — принц Сіро
- 2008 — Хитрюга Джек 3D — Ягуар
- 2008 — Винахідники — Улетов
- 2009 — Битва за планету Терра — Джим
- 2009 — День народження Аліси — професор Рррр
- 2009 — Місія Дарвіна — Харлі
- 2009 — Татові знову 17 — Майк О ' Доннелл
- 2009 — Котися!  — Олівер
- 2010 — Доріан Грей — Доріан Грей
- 2013 — Втеча з планети Земля — Гері Супернова
- 2015 — Фортеця: Щитом і мечем — король Сигізмунд Третій
- 2016 — Колектор — Лев (голос)

### Кінорежисер
- 2021 — Контакт (телесеріал)

### Реклама
У 1997 році знявся в рекламі миючого засобу Comet. Знімався в рекламі батончика Nuts.
У 2016 році знявся в рекламі МегаФон.

### Телебачення
У 1994 році вів на каналі РТР передачу-телевікторину «Сонік-супережик» про ігри для приставки Sega.
Був ведучим передачі «Зрозумій мене» на російському каналі НТВ у 1998-1999 роках.
Вів програму «Мультазбука» на ОРТ з 1999 по 2002 роки під псевдонімом Тимофій Мультяхін.
Був ведучим передачі «Алло, гараж!», яка виходила на Новому каналі в 2006-2008 роках.
У 2011 році в циклі фільмів «Поєдинки» «Першого каналу» за сприяння Служби зовнішньої розвідки Російської Федерації з серії «Поєдинки. Викрадення бомби» виконав роль легендарного радянського розвідника Володимира Барковського.

## Визнання і нагороди
- Лауреат премії «Чайка» в номінації «Прорив»-2000 за роль Чапліна у виставі «Чарлі Ча» (2000)
- Приз за кращу чоловічу роль на кінофестивалі «Віват, кіно Росії!» у Санкт-Петербурзі (2002, фільм «Апрель»)
- Лауреат премії «Beauty Cinema Awards» в номінації «Тор-характер» (2010)[14]